# Камышенка (Самарская область)
Камышенка — деревня Шигонского района Самарской области, сельского поселения Бичевная

## География
Село расположено на равнинном безлесном участке между станцией Бичевная и селом Кузькино. Перейти к подробной карте. (недоступная ссылка — история).

### Улицы
В селе поименованы две улицы: ул. Камышенка и ул. Луговая

### Транспорт
Село имеет автобусное сообщение с райцентром Шигоны. На расстоянии трех километров от села находится железнодорожная станция Бичевная.

## История
При создании Симбирского наместничества в 1780 году, деревня Камышенка Малое Кушино тож, при реке Камышенке, помещиковых крестьян, из Синбирского уезда вошла в состав Самарского уезда. С 1796 года — в Симбирской губернии.
При создании в 1851 году Самарской губернии деревня Камышинка вошла в состав Сенгилеевского уезда Симбирской губернии.
Описание 1900 года:
« с. Камышенка при рч. Камышенке :

Храм деревянный, теплый, построен прихожанами в 1886 г. Престол в нем во имя свв. безсеребренников и чудотворцев Космы и Дамиана. Церковной земли: ок. 1 дес. усадебной, 30 дес. пахотной и 3 дес. сенокосной. Причт состоит из священника и псаломщика; дома для них общественые, на церковной земле. Жалованья от казны: священнику 300 руб. и псаломщику 100 руб. Прихожан в с. Камышенке (н. р.) в 238 двор. 665 м. и 702 ж.; сверх того раскольников в 16 двор. 72 м и 75 ж. Церк.-приход. попечительство существует с 1888 г. Церк.-приход. школа открыта в 1889 г., помещается в общественном здании Ближайшия села: Кузькино в 7 вер. и Суринское в 8 вер. Расстояние от Симбирска 95 вер., от Сенгилея 63 вер., от Новодевиченского волост. правл. 20 вер. Почтов. адрес — с. Новодевичье (20 вер.).»

## Население
| 2010 |
| ---- |
| 37   |